# Nightwings (álbum de Stanley Turrentine)
Nightwings es un álbum del saxofonista Stanley Turrentine. Alcanzó los puestos de número 1 en el listado Jazz Albums, el puesto 47 en el listado de R&B Albums y el puesto 84 en el listado Billboard 200.

## Lista de canciones
1. «Papa "T"» (Stanley Turrentine) - 7:23
2. «If You Don't Believe» (Clarence McDonald, Deniece Williams, Frtiz Baskett) - 5:48
3. «Joao» (Tommy Turrentine) - 3:40
4. «Birdland» (Joe Zawinul) - 5:54
5. «There's Music In the Air» (Caiphus Semenya, Will Jennings) - 4:14
6. «Nightwings» (Claus Ogerman) - 3:49
7. «Don't Give Up On Us» (Ogerman) - 5:19

## Personal
- Stanley Turrentine - saxo tenor
- Randy Brecker, John Faddis, Earl Gardner, Alan Rubin, Lew Soloff - trompeta, flugelhorn
- Paul Faulise, Urbie Green, Dave Taylor - trombón
- Brooks Tillotson, Jerome Ashby, Jim Buffington, John Clark, Don Corrado, Joseph De Angelis, Fred Griffen, Margaret Reill - fliscorno
- Don Butterfield, Tony Price - tuba
- Phil Bodner, Kenneth Harris, Hubert Laws, George Marge - flauta
- Paul Griffin - teclados
- Eric Gale, Lloyd Davis, Cornell Dupree - guitarra
- Ron Carter - contrabajo
- Gary King - bajo eléctrico
- Charles Collins - batería
- Errol "Crusher" Bennett - percusión
- Sección de cuerda
- Sanford Allen - concertino
- Claus Ogerman - arreglista, director